# Baltsko morje
Báltsko mórje (ali Báltiško mórje) leži v severovzhodni Evropi, med Skandinavskim polotokom in osrednjo Evropo. Na zahodu se mimo danskih otokov prek ožine Kattegat odpira v Severno morje.
Baltsko morje (poljsko Morze Bałtyckie ali Bałtyk, kašubsko Bôłt, rusko Балтийское море, latvijsko Baltijas jūra, litvansko Baltijos jūra) je dobilo ime po Baltih, plemenu, ki je v antiki prebivalo ob tem morju (latinsko Mare Suebicum); o njih poroča Tacit leta 98. V mnogih jezikih Celinske Evrope je Baltsko morje znano kot »Vzhodno morje« (dansko Østersøen, nemško Ostsee, finsko Itämeri, nizozemsko Oostzee, norveško Østersjøen, švedsko Östersjön. V estonščini se mu, nasprotno, pravi »Zahodno morje« (Läänemeri).
Trem državam ob Baltskem morju Estoniji, Litvi in Latviji rečemo baltiške države.

## Zgodovina
V antiki je bilo Baltsko morje znano kot Mare Suebicum ali Mare Sarmaticum. Tacit v svojih delih Agricola in Germania opisuje Mare Suebicum, poimenovano po germanskih Svebih, kot brakično morje, ki pozimi zmrzne. Svebi so se kasneje preselili na jugozahod, po njih se imenuje zgodovinska pokrajina Švabska. Jordanes morje v delu Getica omenja kot Mare Germanicum.
V zgodnjem srednjem veku so skandinavski trgovci na celotni obali Baltika zgradili obsežno trgovsko mrežo, ki so jo po rekah preko Rusije povezali s Črnim morjem. To obdobje je znano tudi kot vikinška doba. V mnogih germanskih jezikih se Baltiku reče Vzhodno morje, vendar Saxo Grammaticus v Gesta Danorum navaja tudi starejše ime Gandvik, -vik pomeni zaliv, iz česa se sklepa, da so se Vikingi zavedali, da je Baltik odprt proti Atlantiku samo preko ožine Kattegat. Za Vikinge je bilo morje pomembno za ribolov, trgovali pa so predvsem s hlodovino, katranom, lanom, konopljo, krzni in jantarjem. Švedska je izvažala železovo in srebrovo rudo, Poljska pa kameno sol.
Dežele ob Baltiku so bile med zadnjimi v Evropi, ki so sprejele krščanstvo – Finska v 12. stoletju, Estonija in Latvija v 13. stoletju, Litva kot zadnja evropska država leta 1387. To se je zgodilo po dolgotrajnih severnih križarskih vojnah, ki so jih vodile sosednje že krščanske države in tevtonski viteški red. Med 13. in 17. stoletjem je območje nadzorovala Hanzeatska liga, nakar je skoraj popoln nadzor prevzela Švedska in ga izgubila v veliki severni vojni (1700-1721), ko je Rusija prevzela nadzor nad Finsko in osnovala Sankt Peterburg leta 1703.
Po prvi svetovni vojni je bila Poljska povezana z Baltikom s koridorjem, ki je ločeval Vzhodno Prusijo od preostanka Nemčije. Ozemeljske zahteve Nemčije po tem koridorju so bile eden od razlogov za začetek druge svetovne vojne, med katero je Nemčija zasedla Poljsko in dele Sovjetske zveze do Sankt Peterburga (takrat Leningrad), ki je bil dolgo oblegan. Po vojni je prišlo do velikih demografskih sprememb ob južnem Baltiku, večina Nemcev je bila izseljena, v Litvo, Latvijo in Estonijo pa je bilo priseljenih veliko Rusov. Današnji nadzor nad Baltikom je bil vzpostavljen leta 1989 z razpadom Sovjetske zveze.

## Nevihte in poplave
Nevihta je povzročila hudo pomorsko nesrečo trajekta MS Estonija 28.9.1994, v kateri je življenje izgubilo 852 ljudi. Starejše lesene ladje se v hladnih vodah dobro ohranijo, zato je dvignjena švedska vojaška ladja Vasa (ki se je potopila pred občinstvom v lepem vremenu) iz 17. stoletja dobro ohranjena.
Morje poplavlja, ko se gladina dvigne za več kot meter. V nemškem obalnem mestu Warnemünde so zabeležili 110 poplav med letoma 1950 in 2000. Večje poplave so bile v letih 1304, 1320, 1449, 1625, 1694, 1784 in 1825. Bolj natančno so vodeni podatki o poplavah od leta 1872, ko se je gladina v Warnemündeju dvignila za rekordnih 2,83 m.

## Geografija
Baltsko morje je dolgo približno 1.600 km, široko v povprečju 193 km in povprečne globine 55 m. Najglobja točka je 459 m pod gladino ob švedski obali. Površina morja je 349.644 km², prostornina 20.000 km³, dolžina obale 8.000 km.
Razdelitev Baltskega morja
| Območje                | Površina | Prostornina | Največja globina | Povprečna globina |
|                        | km2      | km3         | m                | m                 |
| ---------------------- | -------- | ----------- | ---------------- | ----------------- |
| 1. Osrednji Baltik     | 211.069  | 13045       | 459              | 62,1              |
| 2. Botniški zaliv      | 115.516  | 6389        | 230              | 60,2              |
| 3. Finski zaliv        | 29.600   | 1100        | 123              | 38,0              |
| 4. Riški zaliv         | 16.300   | 424         | > 60             | 26,0              |
| 5. Kattegat            | 42.408   | 802         | 109              | 18,9              |
| Baltsko morje - skupaj | 415.266  | 21.721      | 459              | 52,3              |